# Colobostema varicorne
Colobostema varicorne is een muggensoort uit de familie van de Scatopsidae. De wetenschappelijke naam van de soort is voor het eerst geldig gepubliceerd in 1902 door Coquillett.